# إيفان سيزار
إيفان سيزار (بالكرواتية: Ivan Cesar) هو مؤرخ أدبي وسياسي كرواتي، ولد في 1936، وتوفي في 1993.